# Linsburg
Linsburg est une commune allemande de l'arrondissement de Nienburg/Weser, Land de Basse-Saxe.

## Géographie
Linsburg se situe au nord de la forêt du Grinderwald.
| Nienburg/Weser | Stöckse                |                        |
| Husum          | Linsburg               | Neustadt am Rübenberge |
|                | Neustadt am Rübenberge |                        |

Linsburg se trouve sur la Bundesstraße 6 et sur la ligne de Brême à Hanovre. Il y a une correspondance toutes les heures sur la ligne S2 du S-Bahn de Hanovre qui part de Nienburg.

## Histoire
Linsburg est mentionné pour la première fois en 1203. En 1263, un document fait mention d'une famille noble, les "de Linesburg".
En 1675, les ducs de Calenberg construisent un pavillon de chasse à Linsburg. En 1696, Martin Charbonnier aménage le jardin. Le pavillon est détruit après 70 ans d'existence.

## Source, notes et références
1. ↑  Helmut Knocke: Charbonnier, in: Hannoversches Biographisches Lexikon, S. 84, online

- (de) Cet article est partiellement ou en totalité issu de l’article de Wikipédia en allemand intitulé « Linsburg » (voir la liste des auteurs).